# Mihaela Stănuleț
Mihaela Stănuleț (Sibiu, 16 juli 1967) is een voormalig Roemeens turnster.
Stănuleț won tijdens de Olympische Zomerspelen 1984 in het Amerikaanse Los Angeles de gouden medaille in de landenwedstrijd.

## Resultaten

### Olympische Zomerspelen
| Jaar | Plaats      | Resultaten              |
| ---- | ----------- | ----------------------- |
| 1984 | Los Angeles | landenwedstrijd 4e brug |

### Wereldkampioenschappen
| Jaar | Plaats    | Resultaten      |
| ---- | --------- | --------------- |
| 1983 | Boedapest | landenwedstrijd |